# Utricularia dunlopii
Utricularia dunlopii — вид рослин із родини пухирникових (Lentibulariaceae).

## Біоморфологічна характеристика
Дрібна наземна однорічна, трав'яниста рослина. Квітки жовто-коричневі, з лютого по березень.

## Середовище проживання
Ендемік півночі Австралії (Західна Австралія, Північна територія).
Цей вид зустрічається в гільгаях (сезонні западини в природних хвилястих ландшафтах і іноді в порушених ділянках, таких як піщані шахти, що ростуть у воді над піском), на околицях лагун, у забутих піщаних шахтах, у протоках на пісковиків і сезонно вологих трав'яних полях.

## Використання
Цей вид культивується невеликою кількістю ентузіастів роду, комерційна торгівля незначна.